# تايرنت (ريزدنت إيفل)
تايرنت (بالإنجليزية:Tyrant)
هو اسم مشروع لشركة أمبريلا وهي مجموعة وحوش قوية بسبب (تي.فايروس:T.virus)،وتعني كلمة تايرنت أي المستبد.

## قصة اللعبة
ظهر الوحش وهو تحت الاختبار لشركة أمبريلا في أسفل قصر الوحوش سنة 1996 داخل إحدى الغابات في بلدة راكون سيتي ، حيث قام ألبرت ويسكر بفتح آلة التحكم لغرض قتل أحد شخصيات لعبة ريزدنت إيفل الجزء الأول، إلا أنه حرر الوحش تايرنت(T_001) فقام بمهاجمة البرت ويسكر وطعنه ثم قام بمهاجمة جيل/ريدفيلد.
فيقوم بطل اللعبة بقتل تايرنت والذهاب إلى سطح القصر لانتظار المروحية التابعة للشرطة للخروج من المأزق.

## أنواع
أقوى أنواع تايرنت:
1_تايرنت(T_103).
2_تايرنت(T_002).
3_تايرنت(T_00) أو mr.X.

## وصلات خارجية
- Tyrant at the Resident Evil Wiki
- Tyrant (Resident Evil) نسخة محفوظة 3 يناير 2013 at Archive.is at آي جي إن